# Эллипс Штейнера

Вписанный и описанный эллипсы Штейнера для треугольника.
Показаны красным цветом

Существует единственное аффинное преобразование, которое переводит правильный треугольник в данный треугольник.
Образ вписанной окружности правильного треугольника при таком преобразовании является эллипсом, который называют вписанным эллипсом Штейнера, а образ описанной окружности также является эллипсом, который называют описанным эллипсом Штейнера.

## Определение вписанного эллипса Штейнера
- В треугольник можно вписать бесконечно много эллипсов.
- Однако в треугольник можно вписать единственный эллипс, который касается сторон в их серединах. Такой эллипс называется вписанным эллипсом Штейнера. Его перспектором будет центроид треугольника[1].
- Определение перспектора коники (включая конику-эллипс) см. ниже.

## Определение описанного эллипса Штейнера
- Около треугольника можно описать бесконечно много эллипсов.
- Однако около треугольника можно описать единственный эллипс, который касается прямых, проходящих через вершины и параллельных сторонам. Такой эллипс называется описанным эллипсом Штейнера.
- Фокусы описанного эллипса Штейнера называют точками Скутина.
- Чевианы, проведённые через фокусы описанного эллипса Штейнера (точки Скутина), равны (теорема Скутина).

## Аффинное преобразование эллипса Штейнера
Если аффинным преобразованием («перекосом») перевести произвольный разносторонний треугольник в правильный треугольник, то его вписанный и описанный эллипсы Штейнера перейдут во вписанную и описанную окружности.

## Определение перспектора коники
- В треугольник можно вписать бесконечно много коник (эллипсов, парабол или гипербол).
- Если в треугольник вписать произвольную конику и соединить точки касания с противоположными вершинами, то получившиеся прямые пересекутся в одной точке, называемой перспектором коники.
- Для любой точки плоскости, не лежащей на стороне или на её продолжении существует вписанная коника с перспектором в этой точке[2].

## Свойства
- Вписанный эллипс Штейнера имеет наибольшую площадь среди всех эллипсов, вписанных в данный треугольник, а описанный — наименьшую среди всех описанных[3].
- Вписанный эллипс Штейнера — эллипс, вписанный в треугольник и касающийся его сторон в серединах.

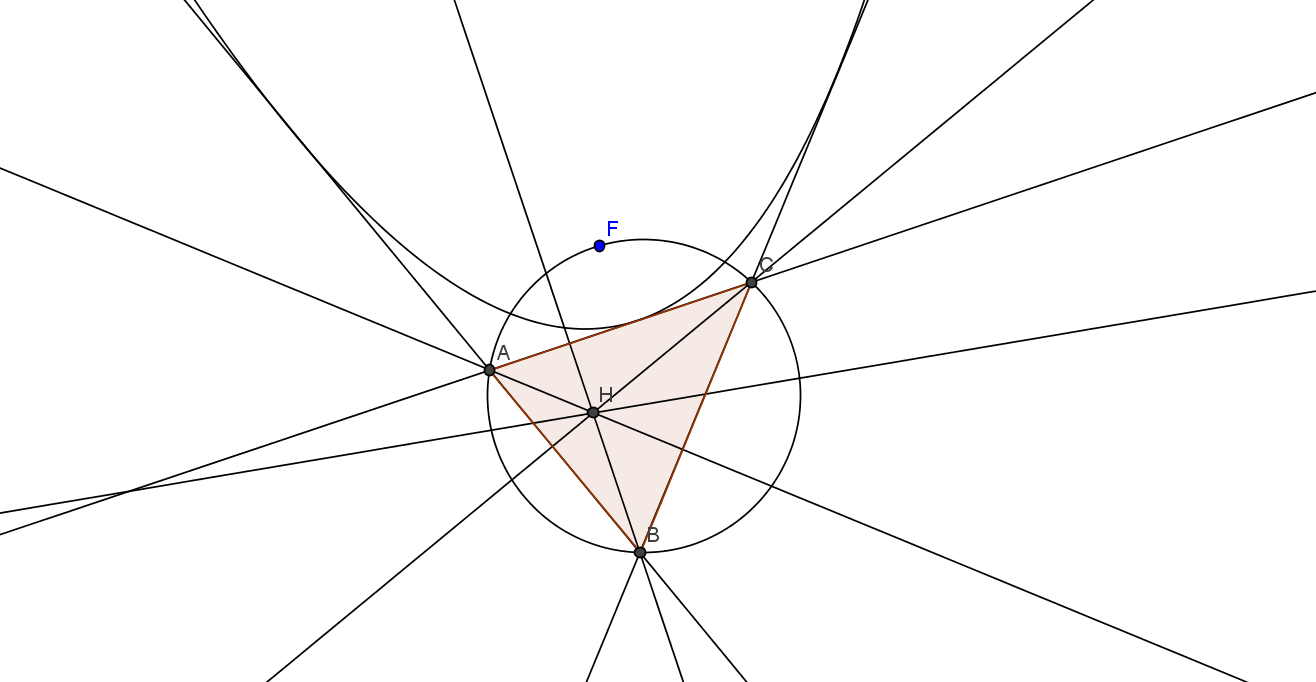
Свойства вписанной параболы

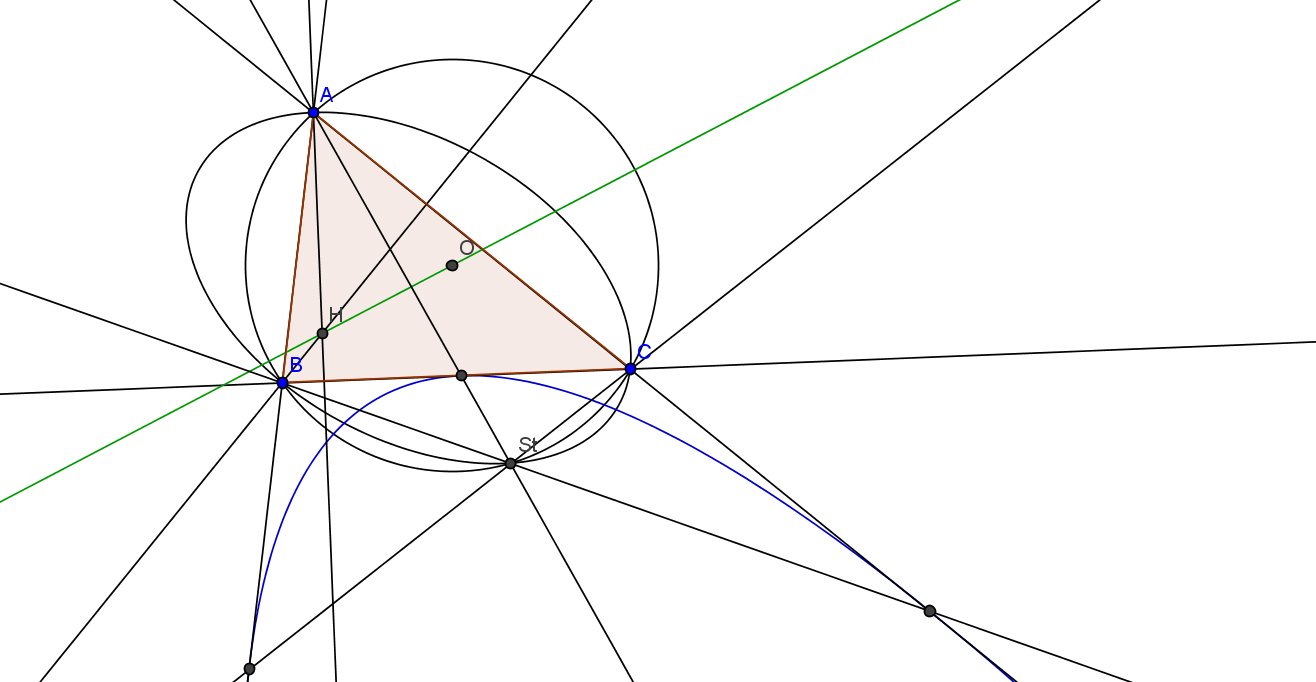
Парабола Киперта

- (Теорема Мардена) фокусы вписанного эллипса Штейнера являются экстремальными точками многочлена третьей степени с корнями в вершинах треугольника на комплексной плоскости.
- Перспекторы вписанных в треугольник парабол лежат на описанном эллипсе Штейнера[4]. Фокус вписанной параболы лежит на описанной окружности, а директриса проходит через ортоцентр[5]. Парабола, вписанная в треугольник, имеющая директрисой прямую Эйлера, называется параболой Киперта. Её перспектор — четвёртая точка пересечения описанной окружности и описанного эллипса Штейнера, называемая точкой Штейнера.